# Живой, Алексей
Алексей Васильевич Миронов (псевдоним — Алексей Живой; 2 октября 1971, Ленинград) — российский писатель.

## Биография
Родился 2 октября 1971 года в Ленинграде.
Там же окончил школу № 62, затем с 1986 по 1990 г. — иностранное отделение «Радиополитехникума» (ЛРПТ, сейчас Санкт-Петербу́ргский ко́лледж информатиза́ции и управле́ния (СПбКИУ)), получив два диплома — радиотехник и переводчик-референт иностранной технической литературы (французский язык). Именно в годы обучения в ЛРПТ начал писать стихи и рассказы. В газете «Радиотехник» этого учебного заведения были опубликованы первые рассказы автора под псевдонимом А. Я. Живой. В это же время вместе с друзьями выпускал журнал «ДЕЛО» (самиздат), наполненный стихами и прозой студентов «Радиополитехникума». Затем участвовал в выпуске литературного альманаха «КЛАД», как автор и один из организаторов.
С 1990 по 1992 год служил в армии, в войсках радиоразведки. По мотивам службы написал свой первый фантастический роман «Небесный король», который впервые вышел в свет в 1998 году.
После армии окончил факультет журналистики СПбГУ. Более десяти лет работал журналистом. Сначала корреспондентом ТРК «Петербург», в программе «Адамово Яблоко» с Кириллом Набутовым, затем корреспондентом в газете «Деловой Петербург», специализировался на темах «Телекоммуникации и транспорт» и ещё в ряде изданий. Впоследствии стал заниматься рекламой и PR. Работал руководителем отдела по связям с общественностью компании «ЮЛМАРТ», директором по маркетингу, рекламе и PR-кампаний «ГрузовичкоФ» и «ТаксовичкоФ».
Почти за тридцать лет творчества написал несколько десятков рассказов, повестей, и более двух десятков романов в жанре альтернативной истории и фантастики. За альтернативно-историческую серию «Легион» о войне Рима и Карфагена Алексею Живому, вместе с соавтором Александром Прозоровым, в январе 2009 года дали премию «Баст» под названием «За лучшее произведение в области исторической фантастики».

## Опубликованные романы
№ пп Серия Книга год жанр Издательство Примечание
- 1 «НЕБЕСНЫЙ КОРОЛЬ» 1998 Фант.боевик «Азбука»
- 2 «Семь верст до небес» 1999 Др.русское фэнтези «Азбука»
- 3 «НЕБЕСНЫЙ КОРОЛЬ», «Эфирный оборотень», 2006 Фант. боевик «Яуза». «ЭКСМО» переиздание
- 4 «НЕБЕСНЫЙ КОРОЛЬ», «Покровители» 2006 Фант. боевик «Яуза». «ЭКСМО»
- 5 «Битва на Калке» «Битва на Калке. Эпизод первый» 2006 Альт.история

юмор «АСТ», «Астрель-СПб»
- 6 «Невидимые» «Первый контакт» 2006 Фант.боевик «Лениздат»
- 7 «Битва на Калке» «Сицилийское королевство» 2007 Альт.история

Юмор «АСТ», «Астрель-СПб»
- 8 «Невидимые» «Планета Луунов» 2007 Фант.боевик «Лениздат»
- 9 «Невидимые» «Синтез империи» 2007 Фант.боевик «Лениздат»
- 10 «ЛЕГИОН» «Рим должен пасть» 2007 Альт.история «Лениздат»	В соавторстве с А.Прозоровым
- 11 «ЛЕГИОН» «Карфаген атакует» 2008 Альт.история «Лениздат» В соавторстве с А.Прозоровым
- 12 «ИМПЕРИЯ» «Спартанец» 2008 Альт.история «Лениздат»
- 13 «ИМПЕРИЯ» «Великий царь» 2008 Альт.история «Лениздат»
- 14 «ЛЕГИОН» «Ганнибал Великий» 2008 Альт.история «Лениздат» В соавторстве с А.Прозоровым
- 15 «ЛЕГИОН» «Прыжок льва» 2008 Альт.история «Лениздат» В соавторстве с А.Прозоровым
- 16 «ЛЕГИОН» «Испанский поход» 2009 Альт.история «Лениздат» В соавторстве с А.Прозоровым
- 17 «ЛЕГИОН» «Смертельный удар» 2009 Альт.история «Лениздат» В соавторстве с А.Прозоровым
- 18 «ИМПЕРИЯ» «Удар в сердце» 2010 Альт.история «Лениздат»
- 19 «Невидимые» «Первый контакт» 2010 Фант.боевик «Лениздат» Переиздание в мягкой обложке
- 20 «ЛЕГИОН» «Возмездие» 2011 Альт.история «Лениздат» В соавторстве с А.Прозоровым
- 21 «ЛЕГИОН» «Освобождение» 2011 Альт.история «Лениздат» В соавторстве с А.Прозоровым
- 22 «Небесный король» «Небесный король — Эфирный оборотень, Покровители». 2011 Фант.боевик «Лениздат» Переиздание. Все книги в 1 томе.
- 23 «Пангея» «Звездный герцог» 2011 Фант.боевик / Звездная опера («Лениздат»)
- 24 «ЛЕГИОН» «Земля предков» 2012 Альт.история «Лениздат» В соавторстве с А.Прозоровым
- 25 «ИМПЕРИЯ» «Спартанец. Удар в сердце. Великий царь» 2012 Альт.история «Лениздат» Переиздание. 3 книги в 1 томе.
- 26 «УМНИКИ» 2016 Фантастика. юмор Опубликован в интернете. Пока не публиковался в твердой обложке
- 27 «КОЛОВРАТ. Знамение» 2017 год. Альт.история. «Издательство АСТ».
- 28 «КОЛОВРАТ. Вторжение» 2018 год. Альт.история. «Издательство АСТ».
- 29 «ИМПЕРИЯ» «Племя равных» 2019 год. Альт.история. «Издательство АСТ».
- 30 «НЕБЕСНЫЙ КОРОЛЬ», «Вторжение в Китай», 2021. Фант. боевик. «Издательство АСТ». Издан в электронном виде.
- 31 «КОЛОВРАТ. Судьба», 2022 год, Альт.история. «Издательство АСТ». Издан в электронном виде.
- 32  «КОЛОВРАТ: Знамение, Вторжение, Судьба» 2023 год. Альт.история. ООО «Издательство АСТ». 3-х томник в бумаге.
- ссылки
- Премия «Баст» «За лучшее произведение в области исторической фантастики» 2009 г. Архивная копия от 20 декабря 2016 на Wayback Machine